# Neotheronia holmae
Neotheronia holmae là một loài tò vò trong họ Ichneumonidae.